# Tatort: Vergeltung
Vergeltung ist ein Fernsehfilm aus der Krimireihe Tatort. Der Film mit Harald Krassnitzer als österreichischem Ermittler Moritz Eisner wurde am 6. März 2011 erstgesendet. In seinem 24. Fall arbeitet Eisner erstmals mit Bibi Fellner (Adele Neuhauser) zusammen, die bisher bei der „Sitte“ war. Außerdem übernahm Tanja Raunig erstmals die Rolle von Eisners Tochter Claudia, die bisher von Sarah Tkotsch gespielt wurde.

## Handlung
Bereits zum dritten Mal wurde ein rechtskräftig verurteilter, jugendlicher Gewalttäter auf dieselbe Art und Weise getötet. Am Tatort erfährt Chefinspektor Moritz Eisner, dass ihn Bibi Fellner, eine alkoholabhängige Kollegin von der Sittenpolizei, bei seinen Ermittlungen unterstützen soll. Eisners bei seinem Vorgesetzten Ernst Rauter dagegen vorgetragene Einwände bleiben erfolglos. Erste Hinweise führen die Ermittler in die von Dr. Jochen Schmitz geleitete Einrichtung Pro Youth, in der alle drei Opfer resozialisiert werden sollten. Straffällig gewordenen Jugendlichen wird dort zur Vermeidung einer Haftstrafe therapeutische Hilfe angeboten.
Auch Celine Stein, die Tochter der Schlagersängerin Jaqueline Stein, wurde bei Pro Youth betreut. Nachdem die junge Frau überfallen und zusammengeschlagen wurde, schwebt sie in Lebensgefahr. Fellner glaubt, dass das auch weiteren Jugendlichen passieren kann, die bei Dr. Schmitz in Behandlung waren und warnt Kira, eine junge Frau, die sie bereits aus ihrer Zeit bei der Sitte kennt.
Berichte aus Polizeiakten ergeben, dass Celine zusammen mit Freunden eine frühere Erzieherin gefoltert und geschlagen hat, auf ähnliche Art wie es nun ihr selbst passiert ist. Ein Besuch bei der Frau, die immer noch stationär betreut wird, ergibt, dass Jochen Schmitz, der Leiter der Jugendeinrichtung, ihr Lebenspartner ist, und dass sie bei dem damaligen Übergriff schwanger war und auch das gemeinsame Kind verloren hat.
Als Fellner abends nach Hause kommt, sitzt Kira vor ihrer Tür. Auch sie ist zusammengeschlagen worden. Die Ermittlerin nimmt die junge Frau bei sich auf. Später findet sie im Abfall Hinweise auf ein Medikament, das schmerzunempfindlich, aber auch psychisch labil macht und unter Jugendlichen verbreitet ist.
Eisner und Fellner sehen auf DVDs, die der Freund von Kiras Mutter heimlich in der Wohnung aufgenommen hat, dass Kira offensichtlich mit Jan Scheidl, einem der Mordopfer, befreundet war. Außerdem entdecken sie auf anderen Bändern aus der U-Bahn, auf denen der Mord an Scheidl zu sehen ist, dass der Mörder lackierte Fingernägel hat, was den Schluss zulässt, dass es sich um eine Frau handeln könnte. Damit ist Kira nun stark verdächtig. Unterdessen verstirbt Celine Stein in der Klinik an den Folgen ihrer schweren Verletzungen. Um Kira aus der Reserve zu locken, erzählt ihr Bibi aber, dass es Celine besser gehe und dass man nun wohl bald erfahren werde, wer diese Taten verübt habe. Die Rechnung geht auf, denn Kira fährt sofort ins Krankenhaus um Celine zu töten. Dort trifft sie aber nur auf Eisner und Fellner. Im Laufe des folgenden Gesprächs kommt heraus, dass Kira von Dr. Schmitz mittels psychologischer Beeinflussung und mit Medikamenten manipuliert und quasi als Mordwerkzeug missbraucht worden ist. Eisner und Fellner möchten, dass Kira ihnen hilft, Dr. Schmitz zu entlarven, doch Kira kann fliehen und fährt mit einem Messer bewaffnet sofort zu Dr. Schmitz. Eisner und Fellner nehmen die Verfolgung auf. Im Haus der Einrichtung angekommen, hören sie bereits im Treppenhaus Schüsse. Als sie in die Wohnung kommen, liegt Kira schon erschossen auf dem Boden. Sie hat Dr. Schmitz zwar mit einem Messer verletzt, musste das aber mit ihrem Leben bezahlen.

## Hintergrund
Der Tatort spielt in Wien und ist eine Gemeinschaftsproduktion von ARD und ORF, hergestellt von Allegro Film in Wien. Gedreht wurde vom 20. Mai bis zum 25. Juni 2010 in Wien und im Wien umgebenden Bundesland Niederösterreich.
Harald Krassnitzer äußerte im ARD-Morgenmagazin über Vergeltung und seine anderen Tatort-Folgen, dass alle auf reale Fälle zurückgehen würden und entsprechend recherchiert worden seien.

## Rezeption

### Einschaltquoten
Die Erstausstrahlung in Deutschland wurde in Das Erste von 8,33 Millionen Zuschauern (Marktanteil 22,9 %) gesehen, was die höchste Quote für einen vom ORF produzierten Tatort seit 2001 darstellte. Auf ORF 2 verfolgten durchschnittlich 990.000 Zuschauer die Premiere, was den besten Wert für eine österreichische Tatort-Ausstrahlung seit 2004 und einen Marktanteil von 31 Prozent bedeutete.

### Kritik
Die Kritiken fielen meist positiv aus, insbesondere wird die schauspielerische Leistung gelobt. Freddy Langer sagte in der FAZ: „Adele Neuhauser ist großartig.“ Ihre Figur spiele sie haarscharf neben der Spur. Sie sei nicht „die erste Kollegin, die Harald Krassnitzer im Tatort des ORF zur Seite gestellt wird, aber sie ist die erste gestandene Frau. Und es ist wunderbar, wie die beiden zwischen Lakonie und Fatalismus balancieren - zumal ihnen das Drehbuch inmitten einer schier unüberschaubaren Zahl von Handlungssträngen überraschend wenig Beachtung schenkt.“ Erstaunlich sei, „mit welcher Hingebung Regisseur Wolfgang Murnberger in seinen Film ‚Vergeltung‘ allerhand groteske Details unterbringt. Da fallen Wiener Schmäh und Wiener Aktionismus übereinander her, wenn ein Schlagersternchen aus der Klatschpresse von der neuen Liebe ihres Freunds erfährt, während sich ein [sic] Raum weiter die therapierten Kinder die Wut aus dem Bauch urschreien und nebenan Harald Krassnitzer - als reichten all die Hämatome der Beteiligten nicht aus - ausgerechnet vor einem Gemälde wie von Hermann Nitsch mit Blut hingeschleudert auf eine Gesprächsgelegenheit wartet.“
Die Rheinische Post resümierte: „Der österreichische Tatort mit dem eigentümlichen Ermittler-Duo wartet mit einem Fall auf, dessen Handlungsstrang und Auflösung zwar grotesk, aber spannend sind.“
TV Spielfilm kam zu dem Schluss: „Krasse Auflösung, starke Charaktere.“
Der Focus-Redakteur Joachim Hirzel kam zu dem Urteil: „‚Vergeltung‘ ist eine aufrüttelnde Reise durch einen Teil der Gesellschaft, der auf fürchterliche Weise kaputt gegangen ist. Von innen, aus sich selbst heraus. Weil die Eltern versagt haben, ihre Kinder asozial behandelten – und diese dann ebenfalls so wurden: asozial.“
Rainer Tittelbach urteilte wie folgt: „Ein mordender Serienkiller spielt Racheengel, Jugendliche laufen Amok. Ein schwieriger Fall ist auch Eisners neue Kollegin: 20 Jahre bei der Sitte – da braucht die Seele Hochprozentiges. Der gute Mensch und die Grenzgängerin, Harald Krassnitzer und Adele Neuhauser – das ist ist [sic] eine vortreffliche Kombination. So unterschiedlich die Figuren und die Mentalitäten der beiden Schauspieler, so wunderbar treffen sich beide in der konzentriert realistischen Tonlage von Wolfgang Murnberger. Und der nicht unspannende Fall um die empathielose Ohnmacht der Eltern & die gnadenlose Wut ihrer Sprösslinge besitzt vor allem thematische Qualitäten.“
In der Fernsehzeitschrift prisma heißt es: „Nach der Episode ‚Tödliche Habgier‘ ist dies der zweite ‚Tatort‘, den Wolfgang Murnberger mit Harald Krassnitzer inszenierte. Das Drehbuch lieferte Schauspieler und Autor Uli Brée […], der dieses Mal ohne seinen Dauerpartner Rupert Henning die Vorlage schrieb. So entstand ein reichlich gemächlicher Fall, der erst nach und nach Spannung aufbaut. Da hat Murnberger mit ‚Taxi für eine Leiche‘, ‚Silentium‘ und ‚Der Knochenmann‘ schon deutlich bessere Krimis angeliefert. Gut ist allerdings Adele Neuhauser, die hier erstmals die alkoholabhängige Ermittlerin Fellner einen gelungenen Gegenpol zu Chefinspektor Eisner gibt.“